# Sidney Atkinson
Sidney James Montford „Sid” Atkinson (ur. 14 marca 1901 w Durbanie, zm. 31 sierpnia 1977 tamże) – południowoafrykański lekkoatleta płotkarz, mistrz i wicemistrz olimpijski.
Zaczął odnosić sukcesy w 1922, kiedy to przebiegł 110 metrów przez płotki w 15,2 s., a 400 metrów przez płotki w 56,5 s. Był również utalentowanym skoczkiem w dal. Na Igrzyskach Olimpijskich w 1924 w Paryżu w finale biegu na 110 metrów przez płotki Atkinson i Amerykanin Daniel Kinsey objęli prowadzenie po starcie i biegli równo do 8. płotka, na którym Atkinson uzyskał nieznaczną przewagę. Uderzył jednak stopą o ostatni płotek, co pozwoliło Kinseyowi odnieść zwycięstwo. Atkinson zdobył srebrny medal.
Na Igrzyskach Olimpijskich w 1928 w Amsterdamie Atkinson zdobył złoty medal na 110 metrów przez płotki przed ówczesnym rekordzistą świata Amerykaninem Steve Andersonem. Startował na tych Igrzyskach także w biegu na 100 metrów, ale odpadł w ćwierćfinale.

## Rekordy życiowe
źródło:
- bieg na 110 m przez płotki – 14,7 s (1928)
- skok w dal – 7,34 m (1925)